# Toile (armure)
Pour les articles homonymes, voir Toile.

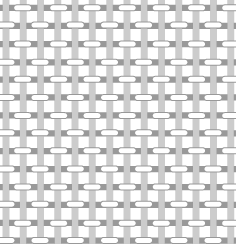
Exemple de tissage en toile

La toile est l'une des trois principales armures que l'on rencontre en tissage, avec le serge et le satin. Il s'agit de la plus simple des trois : le fil de trame passe alternativement sur puis sous un fil de chaîne, et réciproquement. 

## Types de toiles
- Batiste ;
- Calicot ;
- Catalogne, étoffe artisanale lourde faites de fils de coton en chaîne et bandelettes de coton, parfois intercalées de fil similaire à la chaîne, en trame ;
- Chintz, étoffe de coton imprimé de motifs floraux d'aspect brillant ;
- Cretonne ;
- Étamine, étoffe légère de laine ou de coton ;
- Flanelle ;
- Madras ;
- Nansouk ;
- Organdi ;
- Popeline
- Taffetas, étoffe de soie,
- Tweed,
- Vichy, étoffe de coton à carreaux tissé et teint d'au moins deux couleurs. C'est un tissé teint car les fils sont déjà teints avant le tissage ;
- Zéphyr, étoffe de coton léger et souple.